# 中正紀念堂站
25°02′01″N 121°31′03″E / 25.033633°N 121.517634°E

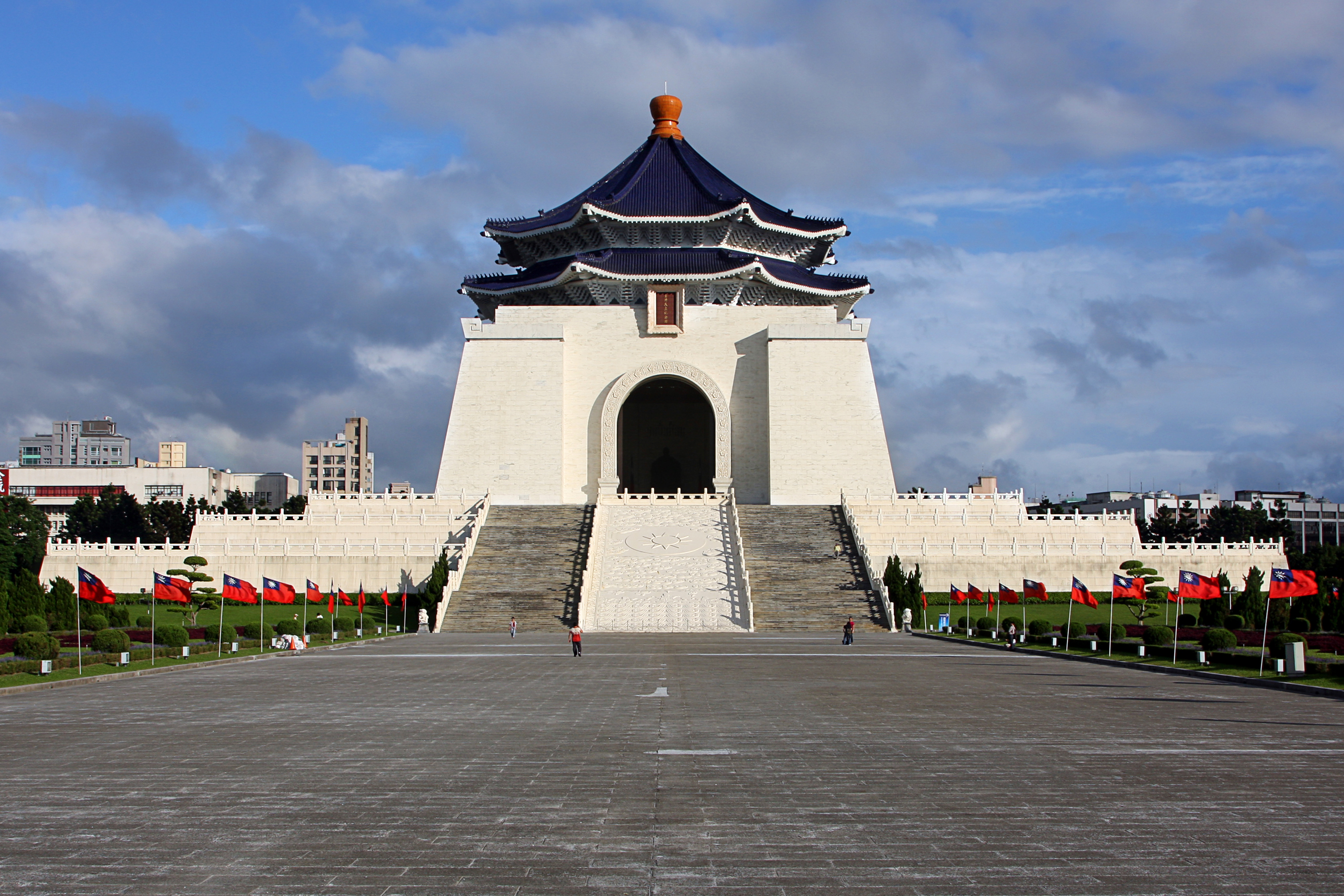
台北市著名旅遊景點與地標—中正紀念堂

中正紀念堂站，副站名「南門」，位於台北市中正區、大安區交界處，為台北捷運淡水信義線與松山新店線交會的捷運車站。在小南門線尚未與新店線整併為松山新店線前，該站曾是台北捷運第一個三線交會車站，而興建中的萬大樹林線端點站亦設於此，通車後本站將再次成為三線交會車站。

## 車站概要
站名取自所在地東北側著名名勝及明顯公共建物「中正紀念堂」。車站位於羅斯福路一段中正區龍福里與新營里交界處，與南海路、林森南路的交叉口以及愛國東西路口間，萬大線車站則預定設於南海路地下。
本站臨近臺北府城南門（麗正門），附近亦有南門市場，故以括號加註「南門」副站名。2018年新增日語，中正紀念堂站以音讀「 Chūsei kinen dō」廣播；2023年新增韓語，以「중정 기념당 (Jungjeong Ginyeomdang)」廣播。
車站編號方面，淡水信義線為R08，松山新店線為G10，未來的萬大樹林線為LG01。
此外，臺北市政府、臺北市政府捷運工程局、國家兩廳院曾於2008年1月推出以地下通道聯絡捷運站及兩廳院的計畫，原先預定2008年10月完工，不過由於鋼筋水泥等原物料價格的飆漲而宣告暫緩。2019年重啟計畫，將興建通道串接中正紀念堂站5號出口與兩廳院地下停車場，預計在2024年7月動工。

## 車站構造
淡水信義線、松山新店線地下三層車站，月台型式採島式疊式月台，為跨月台轉車站，兩個島式月台分別位於地下第二層及第三層兩月台層間上下平行重疊，七個出入口，本站設有半高式月台門。
興建中的萬大樹林線為地下二層車站，設有一座島式月台及兩座出入口。
本站南端設有橫渡線聯絡淡水線及新店線之軌道，使其餘高運量路線列車經新店線或小南門線抵達該站後，得以換軌至淡水線，前往北投機廠維修。

### 車站樓層
| 地面      | 出入口                                           | 出入口                                              |
| 地下 一樓 | 北側大廳層                                       | 車站大廳、詢問處、自動售票機 、驗票閘門             |
| 地下 一樓 | 北側大廳層                                       | 洗手間（站體南側付費區外）、往出口5、6、7           |
| 地下 一樓 | 南側大廳層                                       | 車站大廳、詢問處、自動售票機 、驗票閘門             |
| 地下 一樓 | 南側大廳層                                       | 洗手間（站體南側付費區外）、往出口1、2、3、4        |
| 地下 二樓 | 一月台                                           | ← 淡水信義線往淡水／北投方向（R09 台大醫院站）      |
| 地下 二樓 | 島式月台，淡水信義線左側開門，松山新店線右側開門 |                                                     |
| 地下 二樓 | 二月台                                           | ← 松山新店線往松山方向（G11 小南門站）              |
| 地下 二樓 | 一月台                                           | ← 萬大-中和-樹林線往莒光／迴龍方向（LG02 植物園站） |
| 地下 二樓 | 島式月台，左／右側開門（興建中）                 |                                                     |
| 地下 二樓 | 二月台                                           | ← 萬大-中和-樹林線往莒光／迴龍方向（LG02 植物園站） |
| 地下 三樓 | 三月台                                           | 淡水信義線往象山／大安方向（R07 東門站）→           |
| 地下 三樓 | 島式月台，淡水信義線右側開門，松山新店線左側開門 |                                                     |
| 地下 三樓 | 四月台                                           | 松山新店線往新店／台電大樓方向（G09 古亭站）→       |

※中和線與新蘆線貫通前，中和線、新店線往來淡水線都是透過本站南側的橫渡線進入本站淡水線一月台、三月台運行，2012年9月30日起橘線貫通後，中和線不再與淡水線直通行駛。
※中和線列車初期先由古亭站南側橫渡線進入新店線，再由本站南側橫渡線進入淡水線。
※小南門線在2000年通車後，以本站為端點站（二月台、四月台皆為上行往西門方向，月台每四個月輪替開放）。2013年3月24日起，二月台配合出口1改建工程暫不使用，四月台暫時作為小南門線的端點站，直到2013年11月24日信義線通車後二月台恢復開放為上行月台，四月台則固定為下行月台，原行駛至本站的小南門線列車向南延駛至新店線台電大樓站。
※松山線通車前，新店線透過本站南端的橫渡線跨入淡水線直通行駛；2014年11月15日松山線開通起，新店線改直行小南門線至松山線。本站所有月台恢復原設計的列車方向停靠，新店線列車改透過二月台、四月台往來本站。

### 車站月台
- 一月台為淡水信義線「淡水－象山」及「北投－大安」往淡水、北投方向的上行月台；三月台則為往象山、大安方向的下行月台。
- 二月台為松山新店線「松山－新店」及「松山－台電大樓」往松山方向的上行月台，四月台則為往新店、台電大樓方向的下行月台。

本站一、三月台的LED跑馬燈隨信義線通車後，使用與信義線路段相同的LED跑馬燈與電子看板。
本站二、四月台的跑馬燈則使用新店線路段的新型跑馬燈與電子看板。

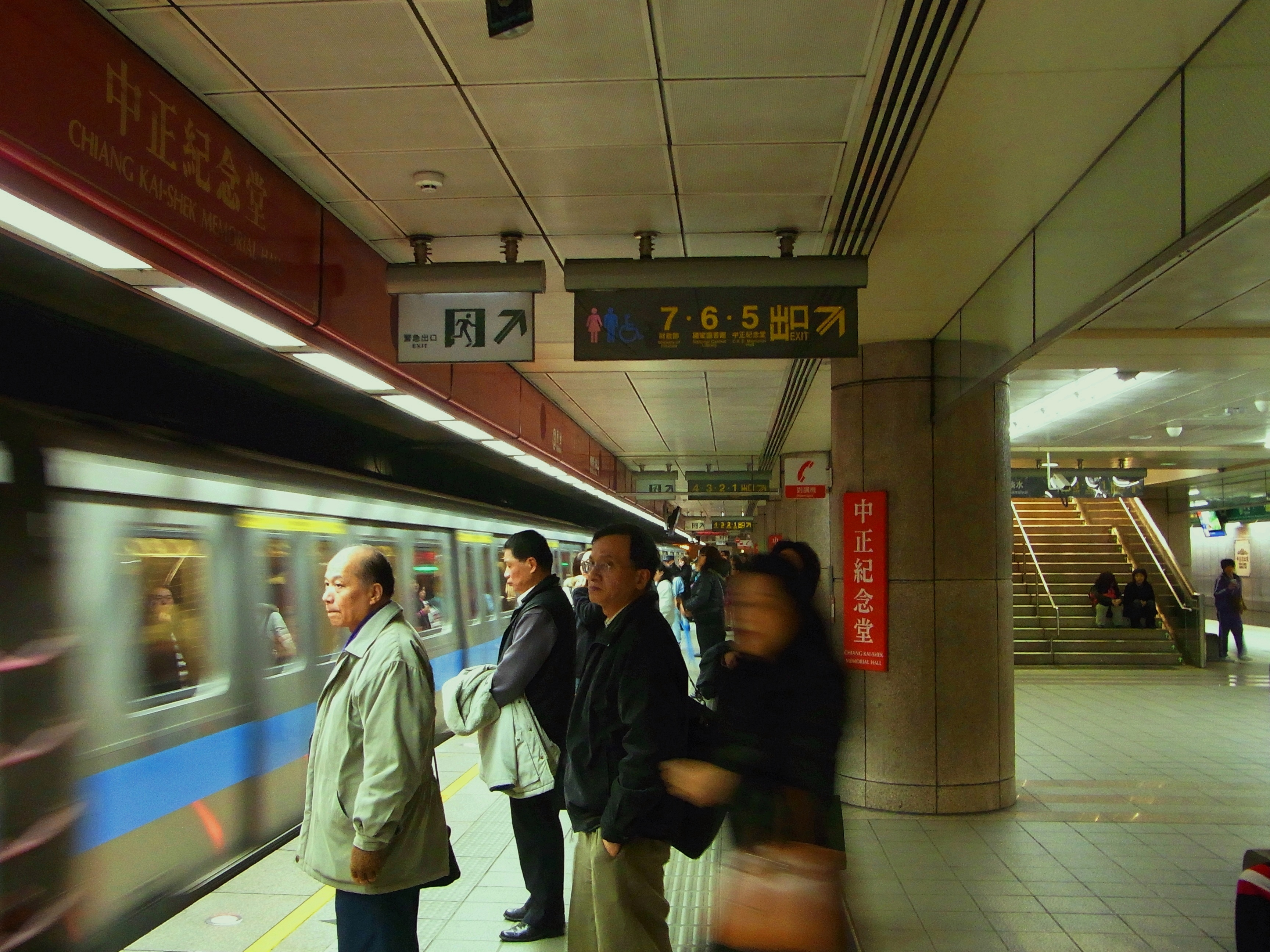
三月台（象山／ 大安方向）
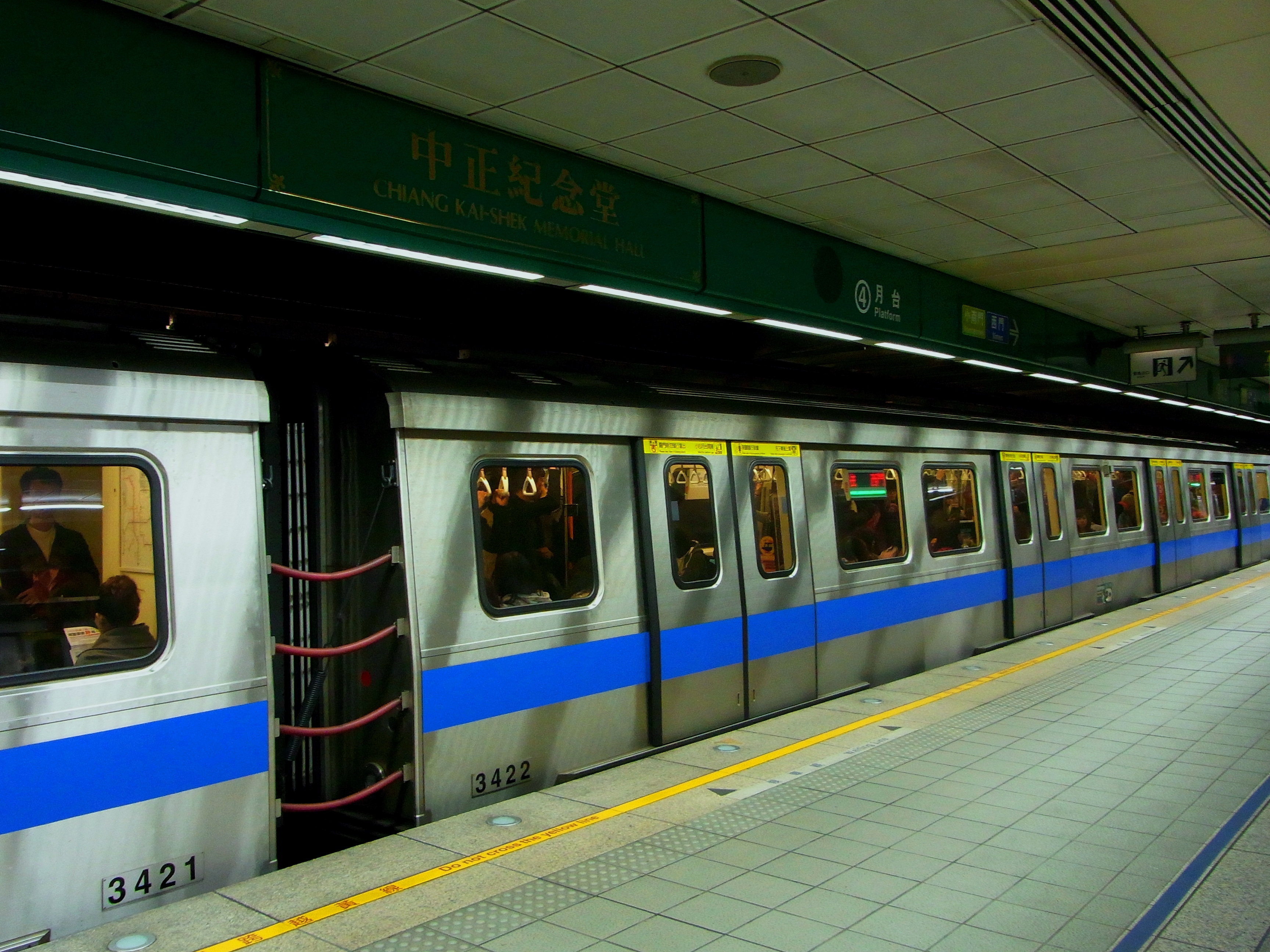
小南門線時期往西門方向列車進入四月台（現為新店／ 台電大樓方向）

### 車站出口
出口1～4位於車站南端、出口5～7位於車站北端，無障礙電梯位於出口1、出口5。其中有兩個電梯於出口1位於南端，出口5位於北端。
| 出入口                          | 圖片          | 位置                                                                               |
| ------------------------------- | ------------- | ---------------------------------------------------------------------------------- |
| 出入口1 · 設有電梯 · 設有手扶梯 | 改建後的出口1 | 勞工保險局總局暨台北業務組（羅斯福路西側、南海路北側）                             |
| 出入口2 · 設有手扶梯            |               | 南門市場、南海路（羅斯福路西側、南海路南側）（暫停開放）                           |
| 出入口3 · 設有手扶梯            |               | 金華街頭與羅斯福路一段的交界處                                                     |
| 出入口4                         |               | 林森南路（羅斯福路東側、林森南路口）                                               |
| 出入口5 · 設有電梯 · 設有手扶梯 |               | 中正紀念堂（愛國東路北側、中山南路口），設有藝廊                                   |
| 出入口6                         |               | 國家圖書館、中山南路（中山南路西側、愛國西路口）臺北市立大學附設實驗國民小學的後門 |
| 出入口7 · 設有手扶梯            |               | 愛國西路、中央業務局、中央銀行、國庫署、菸酒公司、臺北市立大學                     |
| 出入口8                         |               | (尚未建設完成)                                                                     |
| 出入口9                         |               | 南昌路、南海路、保六總隊、菸酒公司(尚未建設完成)                                   |
| 註： 設有電梯 \| 設有手扶梯     |               |                                                                                    |

出口1為了配合萬大樹林線施工於2013年3月24日進行改建。由於未來南海路下方的萬大線站體啓用後，爲了與淡水信義線、松山新店線進行站內轉乘，其付費區將透過通道連接至現有車站B1南側大廳。屆時橫越南海路下方的出口1必須移位，並加建電梯和手扶梯連接地面和車站 ，同時一併興建南側大廳通往紅線綠線月台的無障礙電梯，暫時封閉出口一及二號月台上方部分空間，穿堂層靠近出口一的付費區未來預留通道通往萬大樹林線，一號出口也設置獨立進出站閘門。此工程已經完工於2014年10月8日重新啟用開放。
另外出口2未來將併入到重建的新南門大樓共構，預計將跟新南門市場連通，屆時完工後舊出口位置將剷除填平，可讓人行道上的行走空間寬闊。

## 歷史
- 1998年12月24日：淡水線側（一月台、三月台）月台隨著淡水線「車站－中正紀念堂」段、新店線「中正紀念堂－古亭」段與中和線正式通車而啟用[12]（p. 327）。
- 2000年8月31日：新店線側（二月台、四月台）月台隨著小南門線「西門－中正紀念堂」正式通車而加入營運[13]。
- 2010年11月：萬大線前置工程動工。
- 2013年3月24日：1號出口配合萬大線與淡水線、新店線站內轉乘工程封閉施工。
- 2013年10月13日：辦理信義線初勘作業。
- 2013年11月8日：交通部辦理信義線履勘作業。
- 2013年11月24日：淡水線側（一月台、三月台）月台之路軌隨信義線「中正紀念堂—象山」正式通車而延伸至象山站。另因應信義線通車，小南門線自本站延伸至新店線台電大樓站。至此，本站四線月台全數進入營運。[14]
- 2014年3月30日：330反服貿遊行期間，本站與台大醫院站一度湧入大量人潮，當日下午2點至2點40分啟動列車過站不停模式，淡水線當日有八班列車過站不停。[15]
- 2014年7月1日：淡水線、新店線半高式月台門正式啟用。
- 2014年10月8日：重置新建後的1號出口開放使用。
- 2014年11月15日：隨松山線「松山－西門」通車，新店端發出的列車將透過原小南門線開往松山站，象山端發出的列車將直通至淡水站，本站四側月台回復原本營運設計。
- 2017年2月6日：萬大線站體動工[9]。
- 2025年5月19日：本站2號出口因配合萬大線轉乘連通道工程暫停開放。[16]

## 利用狀況

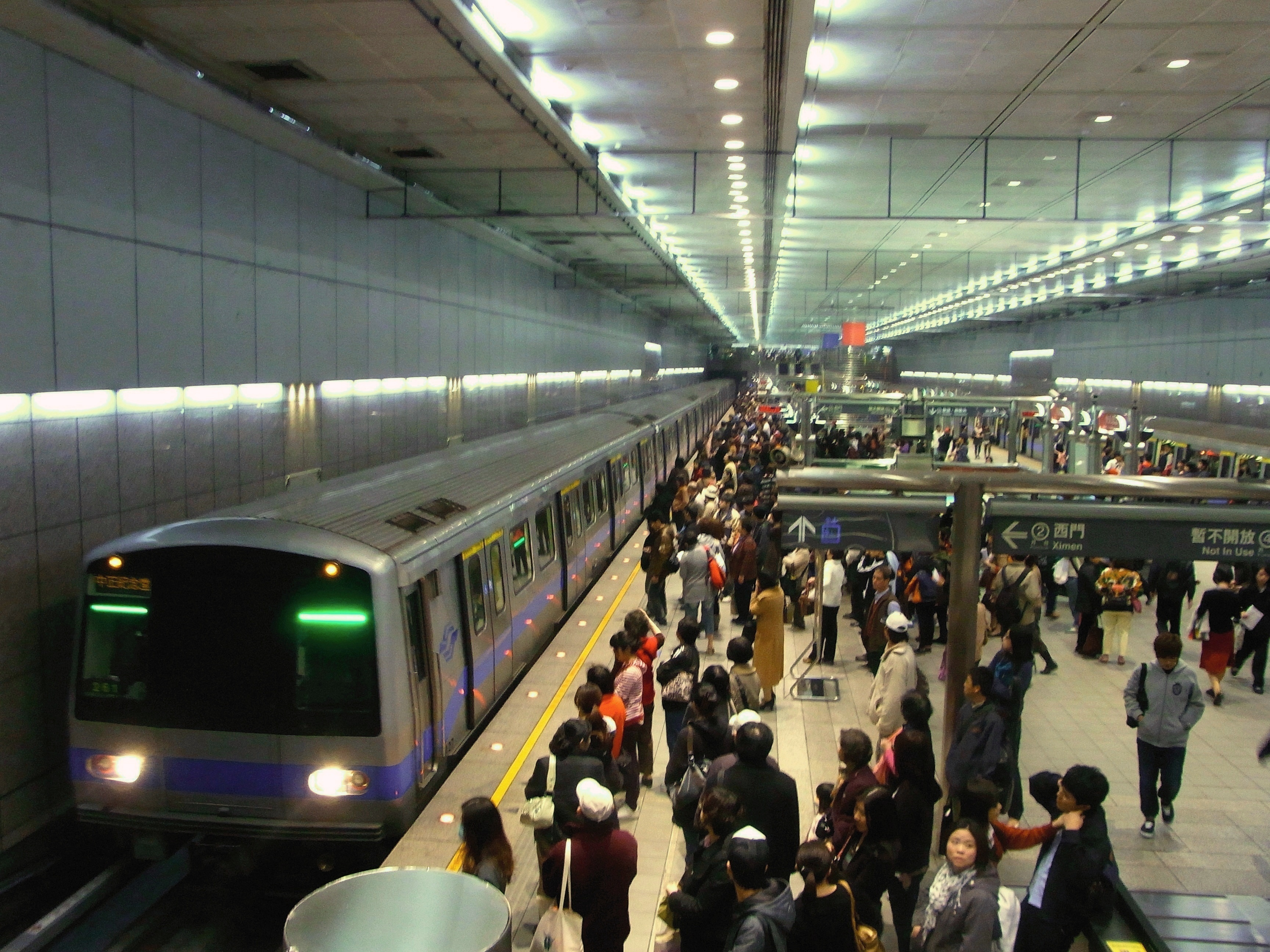
小南門線時期列車進入中正紀念堂站

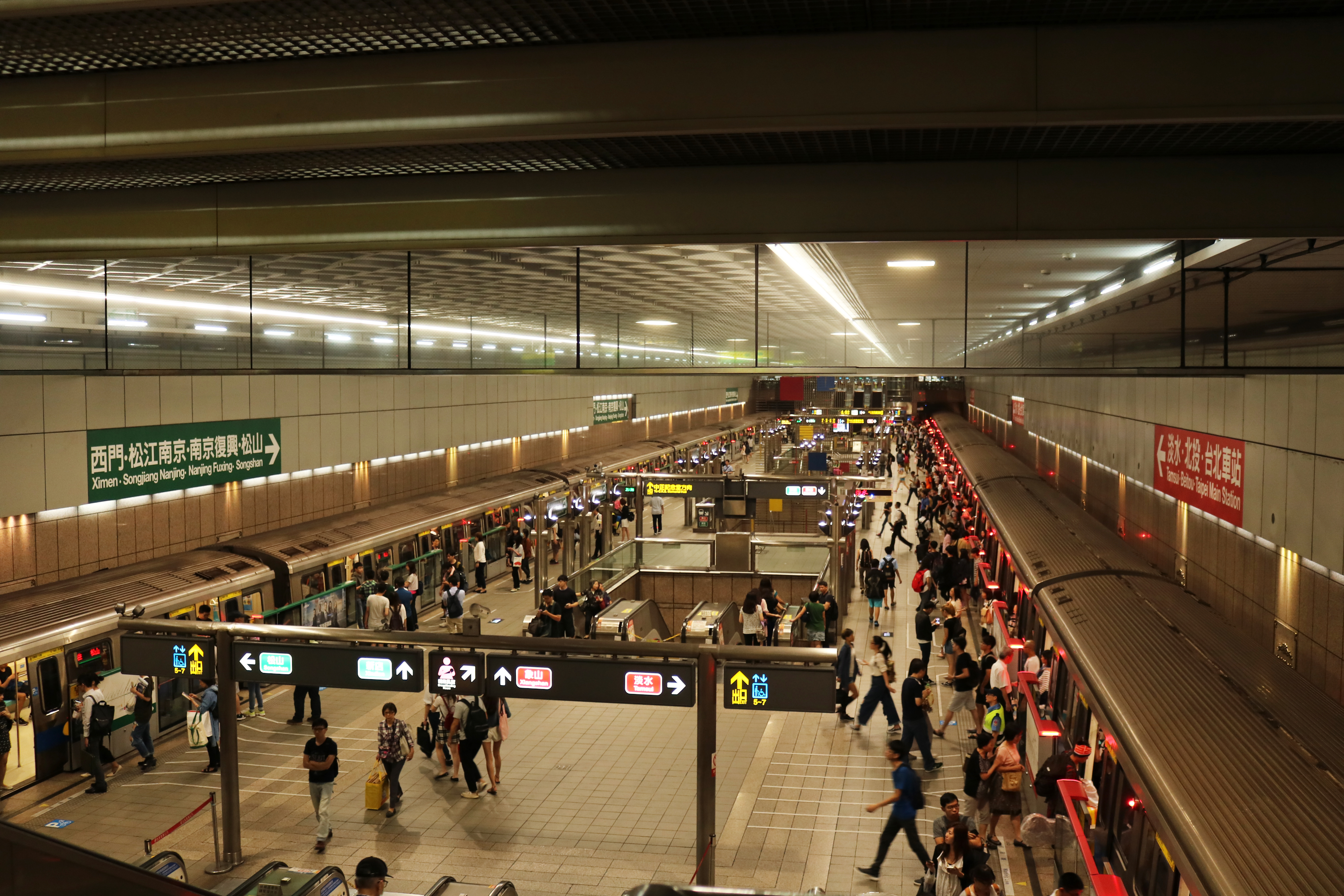
淡水信義線及松山新店線列車同時停靠於中正紀念堂站

本處除捷運站外，車站周圍的羅斯福路、愛國東路與中山南路皆設有「捷運中正紀念堂站」公車站牌，有多條公車路線行經。周邊也有不少行政機關與公共設施，愛國東路上則有許多婚紗店。
根據2024年12月資料，中正紀念堂站每日進出站客量約為59,021人次，在台北捷運各站中排行第21名。由於本站兩線列車幾乎同時抵達，且為跨月台轉車站的緣故，經常有於兩線之間換車的乘客在月台上穿梭，繁忙程度亦較其他轉車站高，是系統內轉乘人次最高的車站之一。此外也為了防止人員蓄意跳軌等因素，本站亦於2013年增設半高式月台門來保護民眾與行車的安全。
| 1998                                                                                 | 21,515                                                                           | 34,048     | 55,563     | [ 18 ] | 2,689    | 4,256    | 6,945    |
| 1999                                                                                 | 3,183,856                                                                        | 3,312,082  | 6,495,938  | [ 18 ] | 8,723    | 9,074    | 17,797   |
| 2000                                                                                 | 6,354,572                                                                        | 6,153,724  | 12,508,296 | [ 18 ] | 17,362   | 16,813   | 34,176   |
| 2001                                                                                 | 6,346,138                                                                        | 6,093,085  | 12,439,223 | [ 18 ] | [ 註 1 ] | [ 註 1 ] | [ 註 1 ] |
| 2002                                                                                 | 6,719,345                                                                        | 6,386,095  | 13,105,440 | [ 18 ] | 18,409   | 17,496   | 35,905   |
| 2003                                                                                 | 6,526,226                                                                        | 6,102,299  | 12,628,525 | [ 18 ] | 17,880   | 16,719   | 34,599   |
| 2004                                                                                 | 7,058,656                                                                        | 6,728,330  | 13,786,986 | [ 18 ] | 19,286   | 18,383   | 37,669   |
| 2005                                                                                 | 6,737,652                                                                        | 6,488,628  | 13,226,280 | [ 18 ] | 18,459   | 17,777   | 36,236   |
| 2006                                                                                 | 7,122,892                                                                        | 6,963,371  | 14,086,263 | [ 18 ] | 19,515   | 19,078   | 38,593   |
| 2007                                                                                 | 7,195,849                                                                        | 7,128,416  | 14,324,265 | [ 18 ] | 19,715   | 19,530   | 39,245   |
| 2008                                                                                 | 8,036,537                                                                        | 7,990,801  | 16,027,338 | [ 18 ] | 21,958   | 21,833   | 43,791   |
| 2009                                                                                 | 7,840,653                                                                        | 7,834,379  | 15,675,032 | [ 18 ] | 21,481   | 21,464   | 42,945   |
| 2010                                                                                 | 8,156,783                                                                        | 8,152,265  | 16,309,048 | [ 18 ] | 22,347   | 22,335   | 44,682   |
| 2011                                                                                 | 8,747,015                                                                        | 8,776,888  | 17,523,903 | [ 18 ] | 23,964   | 24,046   | 48,011   |
| 2012                                                                                 | 8,728,055                                                                        | 8,727,650  | 17,455,705 | [ 18 ] | 23,847   | 23,846   | 47,693   |
| 2013                                                                                 | 8,583,393                                                                        | 8,609,264  | 17,192,657 | [ 18 ] | 23,516   | 23,587   | 47,103   |
| 2014                                                                                 | 9,488,042                                                                        | 9,581,902  | 19,069,944 | [ 18 ] | 25,995   | 26,252   | 52,246   |
| 2015                                                                                 | 9,946,213                                                                        | 9,909,434  | 19,855,647 | [ 18 ] | 27,250   | 27,149   | 54,399   |
| 2016                                                                                 | 10,617,993                                                                       | 10,595,155 | 21,213,148 | [ 18 ] | 29,011   | 28,949   | 57,959   |
| 2017                                                                                 | 10,522,926                                                                       | 10,452,661 | 20,975,587 | [ 18 ] | 28,830   | 28,637   | 57,467   |
| 2018                                                                                 | 10,582,768                                                                       | 10,451,972 | 21,034,740 | [ 18 ] | 28,994   | 28,636   | 57,629   |
| 2019                                                                                 | 10,810,764                                                                       | 10,670,179 | 21,480,943 | [ 18 ] | 29,619   | 29,233   | 58,852   |
| 2020                                                                                 | 8,270,261                                                                        | 8,119,502  | 16,389,763 | [ 18 ] | 22,596   | 22,184   | 44,781   |
| 由于技术原因，此 旧版图表 已停用，並須迁移至 新版图表 。造成您的不便，我們深表歉意。 |                                                                                  |            |            |        |          |          |          |
|                                                                                      | 由于技术原因，此旧版图表已停用，並須迁移至新版图表。造成您的不便，我們深表歉意。 |            |            |        |          |          |          |

## 公共藝術
中正紀念堂站因為是國家戲劇院與音樂廳等重要文化機構的主要進出玄關，再加上車站內部空間廣闊且有加高挑高高度的月台區，因此擁有與臺北捷運其他車站迥異的內裝佈局並擺設有許多公共藝術品。車站內部皆是以石材牆面裝飾，包括上層月台正上方的天花板到車站出口手扶梯處與中間連結的走道，都可以看到各種不同的公共藝術品。
非想、想飛
往金華街之出口3電扶梯側牆有一組由林書民製作、玻璃材質的全像攝影公共藝術作品，此全像攝影描述了一架紙飛機的機身，由一張白紙變成包括畢業證書、聯考考卷、火車時刻表乃至於罰單等各種一個人的生命中會遇到的紙張狀物件，並在最後化成一隻鴿子的過程。
舞台、月台
在車站月台層之間的上方樓梯設置、以烤漆不鏽鋼板與鋼管的二組垂簾造型公共藝術作，作者為黃承令。
輕鬆的雲、走路的樂
「輕鬆的雲、走路的樂」是一組設置在往財政部之出入口7通道壁面（音符圖案）及天花（燈箱60件）處的公共藝術作品，由莊普與楊岸創作。在燈箱中展示的圖片，是全台灣在不同時期、不同場景的各種畫面。

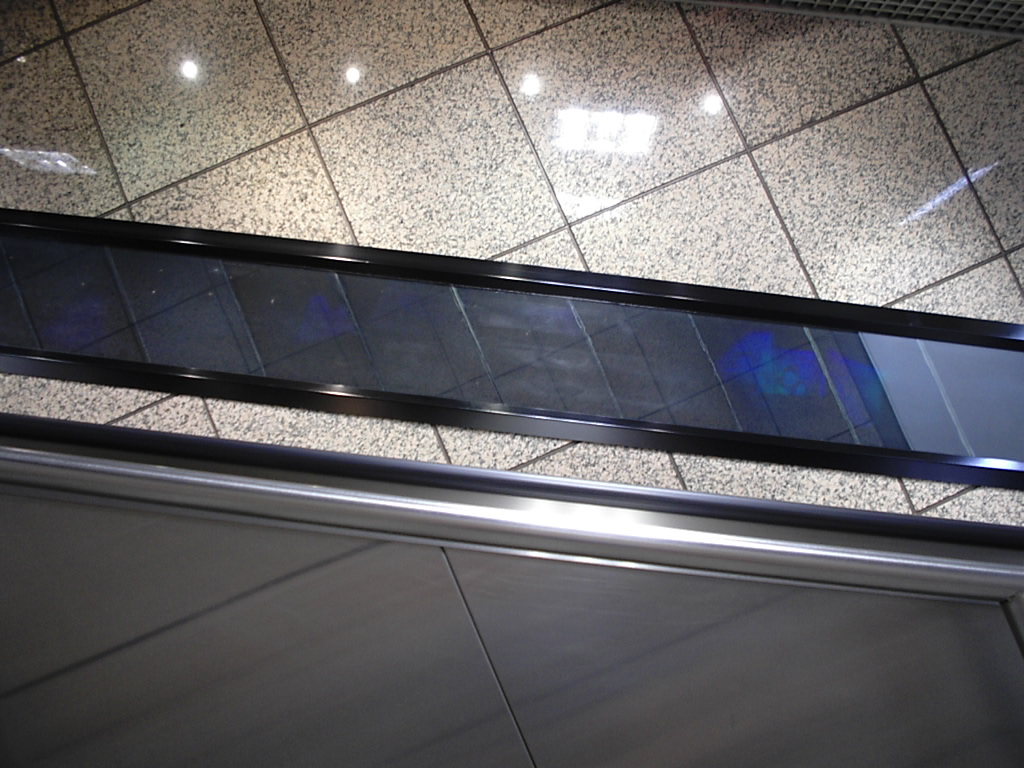
3號出口電扶梯旁的全像攝影公共藝術——非想、想飛
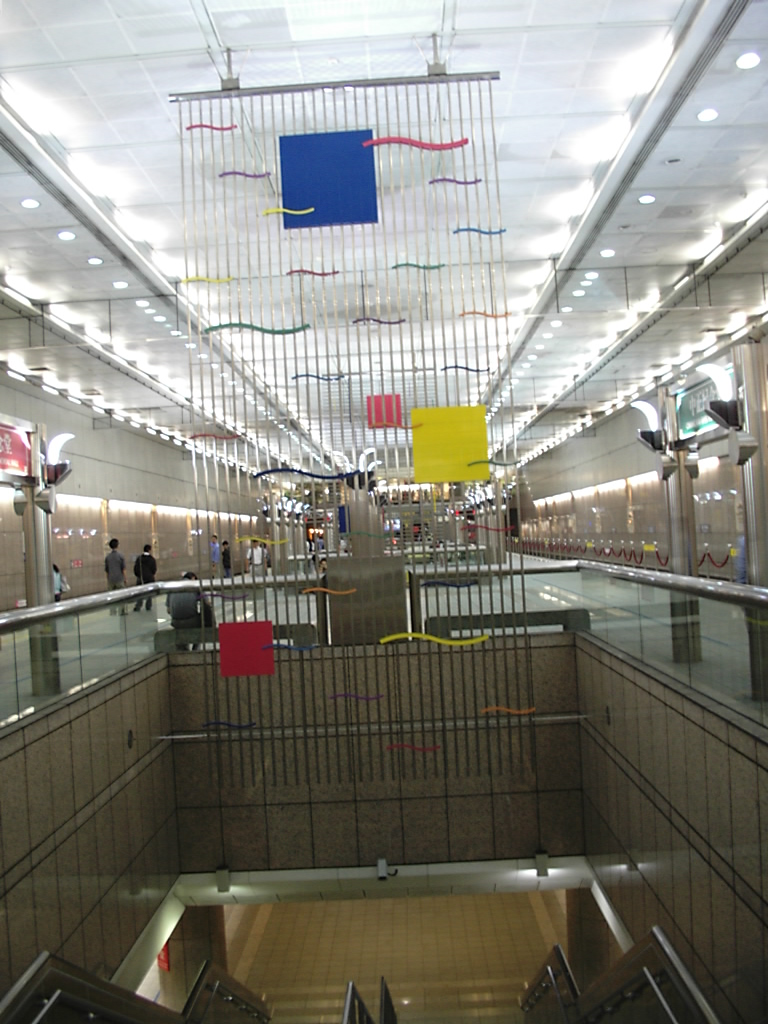
設置在月台層之間樓梯上方的「舞台、月台」
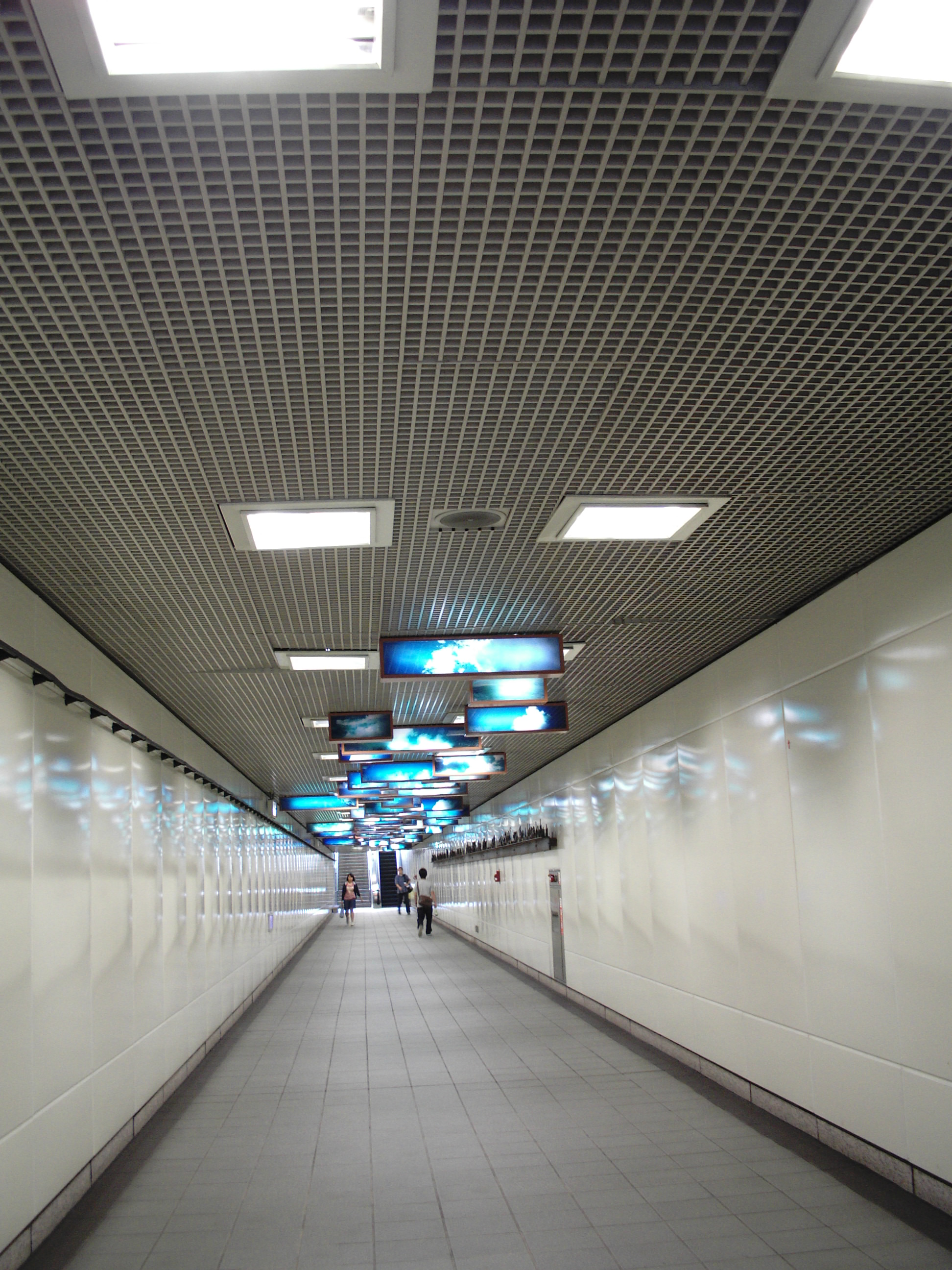
「輕鬆的雲、走路的樂」裝置在走道上方的燈箱。

## 車站周邊
| | |
| - 中正紀念堂 - 國家兩廳院 - 國家圖書館 - 臺北市立中正國民中學 - 中華民國中央銀行 - 臺北府城南門 - 郵政博物館 - 臺北市公共自行車租賃系統 - 捷運中正紀念堂站(2號出口) - 捷運中正紀念堂站(3號出口) - 捷運中正紀念堂站(4號出口) - 捷運中正紀念堂站(5號出口) - 捷運中正紀念堂站(6號出口) - 捷運中正紀念堂站(7號出口) | - 國語日報（位於本站與古亭站間） - 臺北市政府警察局中正第二分局 - 南門市場 - 中華郵政愛國大樓 - 明保宮（位於本站與東門站間） - 臺北市立大學 - 臺北市立大學附設實驗國民小學 - 臺北市立建國高級中學 - 內政部警政署保安警察第六總隊 - 勞動部勞工保險局 - 財政部國有財產署 - 外交部國際傳播司 - 國立臺灣博物館 |

## 公車資訊
站牌名為《捷運中正紀念堂站（羅斯福）》、《捷運中正紀念堂站》、《捷運中正紀念堂站（中山）》、《捷運中正紀念堂站（勞保局）》、《捷運中正紀念堂站（愛國）》
| 編號         | 經營業者   | 區間             | 備註 |
| ------------ | ---------- | ---------------- | --- |
| 18           | 欣欣客運   | 萬華－捷運麟光站 | 停靠 捷運中正紀念堂站（羅斯福）、捷運中正紀念堂站（中山）、捷運中正紀念堂站（勞保局）站牌                                                                               |
| 208          | 指南客運   | 新店－大直       | 停靠 捷運中正紀念堂站（羅斯福）、捷運中正紀念堂站站牌 |
| 208直        | 指南客運   | 大直－新店       | 行經新生高架道路。 僅停靠 捷運中正紀念堂站（羅斯福）站牌 |
| 227          | 中興巴士   | 三重－永和       | 僅停靠 捷運中正紀念堂站（中山）站牌 |
| 248          | 指南客運   | 錦繡－民生社區   | 例假日停駛。 屬於新北市區公車。 僅停靠 捷運中正紀念堂站（愛國）站牌 |
| 251          | 欣欣客運   | 深坑－台北車站   | 停靠 捷運中正紀念堂站（羅斯福）、捷運中正紀念堂站（勞保局）站牌 |
| 252          | 欣欣客運   | 富德－台北車站   | 停靠 捷運中正紀念堂站（羅斯福）、捷運中正紀念堂站（勞保局）站牌 |
| 295          | 欣欣客運   | 富德－台北車站   | 返程停靠 捷運中正紀念堂站（羅斯福）站牌 |
| 295副線      | 欣欣客運   | 富德－台北車站   | 經芳蘭路。 返程停靠 捷運中正紀念堂站（羅斯福）站牌 |
| 297          | 大都會客運 | 中和－成功中學   | 僅停靠 捷運中正紀念堂站（羅斯福）站牌 |
| 644          | 新店客運   | 青潭－博愛路     | 停靠 捷運中正紀念堂站（羅斯福）、捷運中正紀念堂站（勞保局）、捷運中正紀念堂站（愛國）站牌                                                                               |
| 648          | 新店客運   | 錦繡－台北車站   | 停靠 捷運中正紀念堂站（羅斯福）、捷運中正紀念堂站（中山）、捷運中正紀念堂站（勞保局）、捷運中正紀念堂站（愛國）站牌                                                     |
| 660          | 指南客運   | 深坑－圓環       | 停靠 捷運中正紀念堂站（羅斯福）、捷運中正紀念堂站（勞保局）站牌 |
| 849          | 新店客運   | 烏來－台北車站   | 部分班次繞駛屈尺社區，三段收費。 屬於新北市區公車。 停靠 捷運中正紀念堂站（羅斯福）、捷運中正紀念堂站（中山）、捷運中正紀念堂站（勞保局）、捷運中正紀念堂站（愛國）站牌 |
| 和平幹線     | 大都會客運 | 萬芳社區－衡陽路 | 停靠 捷運中正紀念堂站（羅斯福）、捷運中正紀念堂站站牌 |
| 羅斯福路幹線 | 欣欣客運   | 動物園－台北車站 | 停靠 捷運中正紀念堂站（羅斯福）、捷運中正紀念堂站（勞保局）站牌 |

## 腳註

### 來源資料
1. ↑   (新闻稿). 台北捷運. 2016-04-11  [2016-04-11]. （原始内容存档于2016-04-11） （中文（臺灣））.
2. 1 2  . 臺北大眾捷運股份有限公司. 2021-01-15.
3. ↑  路線說明 （页面存档备份，存于）.台北市政府捷運工程局.2020-01-02
4. ↑  工程費飆漲 捷運連通兩廳院跳票 聯合新聞網2008-11-18
5. ↑  . 中央通訊社. 2019-10-11  [2024-03-09]. （原始内容存档于2024-03-09） （中文（臺灣））.
6. ↑  . 中央通訊社. 2024-01-09  [2024-03-09]. （原始内容存档于2024-03-09） （中文（臺灣））.
7. ↑  .   [2014-08-09]. （原始内容存档于2013-11-13）.
8. ↑  . 2017年12月  [2011-12-16]. （原始内容存档于2013-11-13）.
9. 1 2  . 台北市政府捷運工程局. 2019-09-15  [2020-01-08]. （原始内容存档于2020-07-16）.
10. ↑  捷運中正紀念堂1號(A2)出口改建工程 （页面存档备份，存于）.政府電子採購網
11. ↑  南門大樓及市場改建工程.臺北市政府捷運工程局.2020-12-23
12. 1 2  徐榮崇. . 臺北市文獻委員會. 2015年12月: 頁121–132  [2019-12-28]. ISBN 9789860469875. （原始内容存档于2020-12-07）.
13. ↑  . 臺北大眾捷運股份有限公司. 2013-12-05  [2019-05-30]. （原始内容存档于2019-06-07）.
14. ↑  . 行政院經濟建設委員會. 2008-08-25  [2008-09-28]. （原始内容存档于2009-01-20）.
15. ↑  .   [2014-03-31]. （原始内容存档于2014-04-13）.
16. ↑  . 臺北大眾捷運股份有限公司. 2025-05-19  [2025-05-19]. （原始内容存档于2025-05-21）.
17. ↑  防跳軌 北捷15站設月台門.聯合新聞網.2010-09-26 （页面存档备份，存于）
18. ↑  . 臺北市交通統計資料庫查詢系統. 2019-04-10  [2019-05-05]. （原始内容存档于2019-07-13）.
19. ↑  . 臺北市政府捷運工程局南區工程處.   [2013年6月22日]. （原始内容存档于2014-04-15） （中文（臺灣））.
20. ↑  舞台、月台 （页面存档备份，存于）.臺北市政府捷運工程局-新店線.108-11-18

- 臺北市商業處-商圈介紹-愛國東路婚紗(商圈)

## 外部連結
- 臺北大眾捷運股份有限公司 （页面存档备份，存于）
- 臺北市政府捷運工程局 （页面存档备份，存于）
- 中正紀念堂站位置圖 （台北捷運公司） （页面存档备份，存于）
- 中正紀念堂站車站剖面相關位置圖（台北捷運公司） （页面存档备份，存于）
- 販賣店現況 （页面存档备份，存于）